# ロータス・102
ロータス・102 (Lotus 102) は、チーム・ロータスが1990年のF1世界選手権参戦用に開発したフォーミュラ1カーで、フランク・ダーニーらが設計。ランボルギーニV12エンジン搭載の102は、1990年の開幕戦から全16戦に投入された。
1991年はジャッドV8エンジン搭載の102B、1992年序盤戦はフォードHB V8エンジン搭載の102Dを使用した。計2年間と3年目の途中まで使用され、テスト走行を含めると4社のエンジンを搭載した。

## 概要
フランク・ダーニーのロータスでの2作品目となる102は、2月15日にロンドン郊外でお披露目された。前年のマシン101をベースに開発され、エンジンは、V型8気筒のジャッド・CVからV型12気筒のランボルギーニ・LE3512エンジンに変更された。102はロータス唯一のV12エンジン搭載車である。前年のドライバー、ネルソン・ピケと中嶋悟はチームを去り、代わってデレック・ワーウィックとマーティン・ドネリーの新旧イギリス人コンビがドライブした。

### 開発
フロント・サスペンションは進行方向に寝かせたダンパーユニット（101同様コイルスプリングを持たないメタルプレート式）をプルロッドで作動させる基本は変わらないが、アッパーアーム前部を左右別々にモノコックに接合するのではなく、モノコック内に通した一本のリブで受け持つことでパーツ数を減らし、かつ強度アップも狙った構造のピップアップポイント（アッパーアームのモノコックへの接合部）や、プルロッドの入力部でモノコックを貫通して設置されているスタビライザーなど、102にはダーニーの凝ったアイディアが101より洗練された形で搭載されていた。

### 1990年シーズン
開幕戦フェニックスGPでは予選2日目が雨となったが、このウェットセッションでドネリーがトップタイムを叩き出し、「ウェットでの102はすごくいいよ。ポテンシャルはある。」と述べるなど明るい話題もあった。なお、このトップタイムはチーム・ロータスがF1公式セッションにおいて記録した最後の1位である。
長めのインターバルとなった第2戦から第3戦サンマリノGPまでの期間にも改良が加えられ、コクピット前方にドライバーへの空気流を改善するためのバルジが設置され、ミラーステーが長い物へと変更されたその見た目から「かたつむり」と称された。このほかインダクションポッド吸入口の上部がより前方へと伸ばされるなど、空力面での小さな試みが続けられた。リヤディフーザーにはマクラーレンが始めたアーチ形状を5つ並べた「バットマン・ディフィーザー」を導入し、7月のドイツGPではそのそれぞれのアーチ部を仕切る独自の短い仕切り板をモデファイするなど次々とアップデートを投入した。
しかし8月に入るとメインスポンサーのR.J.レイノルズ（キャメル）が今季限りでロータスのサポートから撤退し、ベネトンのタイトルスポンサーに集中することが発表され、資金面での後ろ盾を失うことが決定。9月にはランボルギーニ・エンジンも翌年は「契約金額を今年の倍額払う」との好条件を申し出たリジェに供給されることが決定。チーム・ロータス自体の売却報道が盛んにされるようになるなど、両ドライバーとも自身の翌年の心配をしなければならなくなり、チーム状態は悪化の兆候がみられていた。
ヘレスで行われた第14戦スペインGP予選中に、ドネリーが左ハイスピードコーナーでフロント・サスペンション故障によりコースアウト、大クラッシュとなり、マシンはコクピットまでの前半部が完全に破壊され、ドネリーはアスファルト路面にシートごと投げ出され重傷を負った。以後の2戦は、テスト・リザーブ契約をしていたジョニー・ハーバートがドライブした。最終獲得ポイントは3ポイントで最高位は5位（いずれもワーウィックが獲得）、コンストラクターズランキングは8位だった。この獲得ポイント数はチーム参戦開始以来もっとも少ないものであった（1994年に年間ノーポイントとなりワースト更新される）。
シーズン終了後チームは存続の危機に陥り、チームマネージャーのルパート・マンウォリング、チーフデザイナーのマイク・コフラン、テクニカルディレクターのフランク・ダーニーなど主要スタッフの離脱が続いた。12月、ピーター・コリンズとピーター・ライト、ホルスト・シューベルらがチャップマン家からの承認を得てチームを引継ぎ、新体制で再出発することになった。

### スペック
- クラッチ AP
- ホイール O・Z
- タイヤ グッドイヤー
- エンジン ランボルギーニ・LE3512（英語版）
- 気筒数・角度 V型12気筒・80度
- スパークプラグ NGK
- 燃料・潤滑油 BP

### 成績
| 年   | No. | ドライバー   | 1   | 2   | 3   | 4   | 5   | 6   | 7   | 8   | 9   | 10  | 11  | 12  | 13  | 14  | 15  | 16  | ポイント | ランキング |
| 年   | No. | ドライバー   | USA | BRA | SMR | MON | CAN | MEX | FRA | GBR | GER | HUN | BEL | ITA | POR | ESP | JPN | AUS | ポイント | ランキング |
| ---- | --- | ------------ | --- | --- | --- | --- | --- | --- | --- | --- | --- | --- | --- | --- | --- | --- | --- | --- | -------- | ---------- |
| 1990 | 11  | ワーウィック | Ret | Ret | 7   | Ret | 6   | 10  | 11  | Ret | 8   | 5   | 11  | Ret | Ret | Ret | Ret | Ret | 3        | 8位        |
| 1990 | 12  | ドネリー     | Ret | Ret | 8   | Ret | Ret | 8   | 12  | Ret | Ret | 7   | 12  | Ret | Ret | DNS |     |     | 3        | 8位        |
| 1990 | 12  | ハーバート   |     |     |     |     |     |     |     |     |     |     |     |     |     |     | Ret | Ret | 3        | 8位        |

- 太字はポールポジション、斜字はファステストラップ、DNQは予選落ち。(key)
- コンストラクターズランキング8位
- ドライバーズランキング14位 （デレック・ワーウィック）予選最高位10位 決勝最高位5位　獲得ポイント3
- ドライバーズランキング20位 （マーティン・ドネリー）予選最高位11位 決勝最高位7位　獲得ポイント0
- ドライバーズランキング-位 （ジョニー・ハーバート） 予選最高位14位 完走なし

## 102B
1991年シーズン開幕前、ロータスは資金問題によりスタッフのレイオフが行われるなど参戦できるかどうかぎりぎりの状態であったため、前年使用した102を車両規則に合わせて修正し、ジャッド・EV型V8エンジンを搭載した102Bを使用することになった。メインスポンサーのキャメルを失ったため、カラーリングはホワイトとグリーンのツートンとなった。ピーター・コリンズの発案により、102Bからステアリングにロータス伝統の赤いバックスキンが使用された。この年から、タミヤ（田宮模型）やコマツなどの日本企業のスポンサーが開始された。

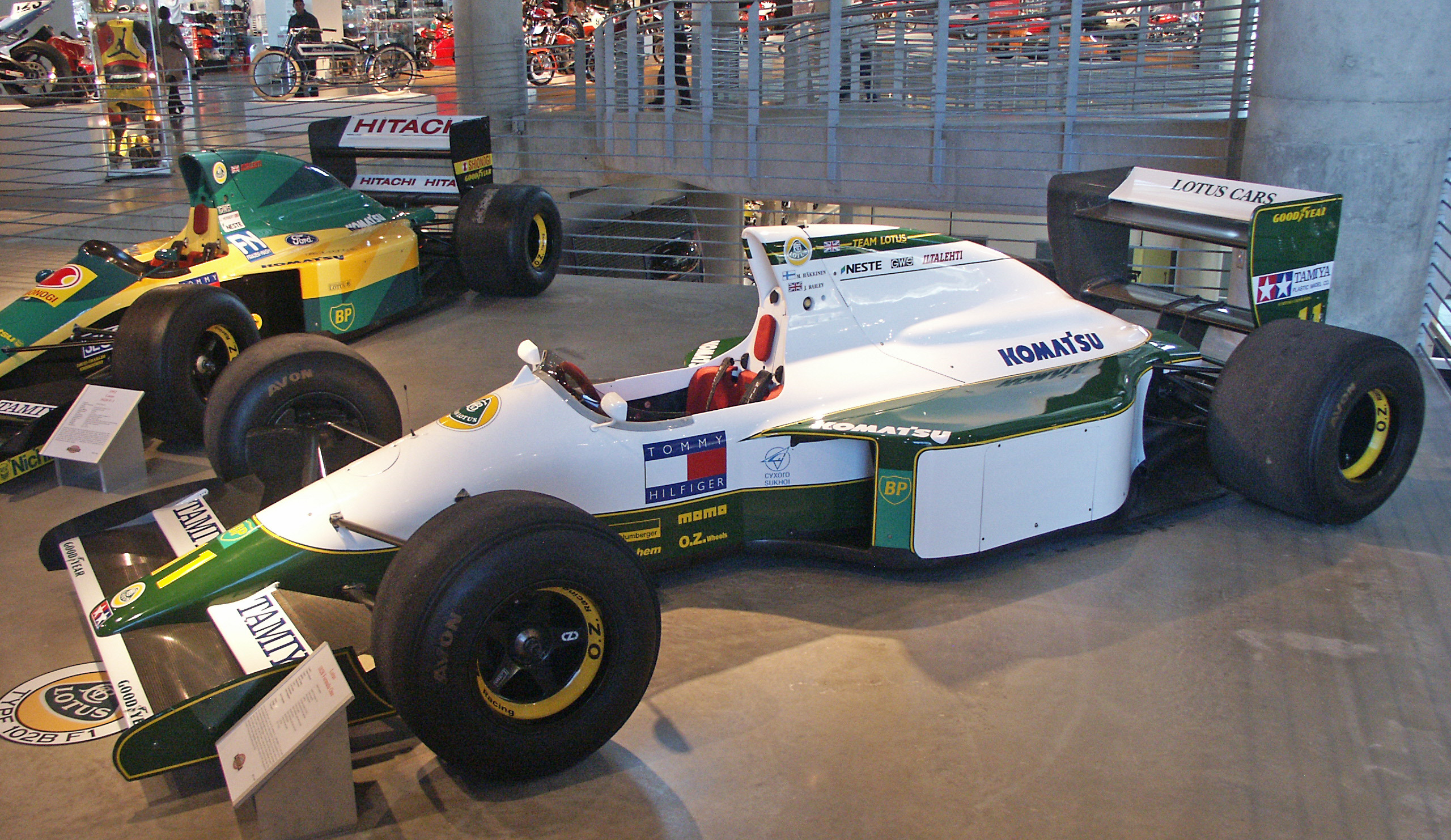
102B

当初の予定では、1991年シーズン用のマシンとして103が用意されるはずであった。103はティレル・019のようなハイノーズと横置きギヤボックスを搭載するマシンであったが、財政難のためにモックアップの製作しかできなかった。
テクニカルディレクターには、フェラーリから移籍したエンリケ・スカラブローニを迎え、チーフデザイナーはフランク・コパックが務めた。ドライバーは11号車をミカ・ハッキネン、12号車をジュリアン・ベイリーがドライブしたが、第5戦カナダGPからはスポンサー資金が終了したベイリーに代わりジョニー・ハーバートが全日本F3000選手権と掛け持ち参戦となり、全日本F3000の日程と重複した4レースでは12号車をミハエル・バルテルスがドライブした。成績はコンストラクターズ10位（3ポイント）､最高位は第3戦サンマリノGPで記録したハッキネンの5位であった。

### スペック
- 全長 4,340 mm
- 全幅 2,150 mm
- ホイールベース 2,450 mm
- 前トレッド 1,800 mm
- 後トレッド 1,640 mm
- 車重 505 kg
- クラッチ AP 5.5インチ 3プレートカーボンファイバー、油圧作動
- ギヤボックス 6速 横置き
- ブレーキキャリパー ブレンボ
- ブレーキパッド・ディスク AP
- ホイール O・Z
- タイヤ グッドイヤー
- エンジン ジャッドEV
- 気筒数・角度 V型8気筒・76度
- スパークプラグ NGK
- 燃料・潤滑油 BP、エルフ

### 成績
| 年   | No. | ドライバー | 1   | 2   | 3   | 4   | 5   | 6   | 7   | 8   | 9   | 10  | 11  | 12  | 13  | 14  | 15  | 16  | ポイント | ランキング |
| 年   | No. | ドライバー | USA | BRA | SMR | MON | CAN | MEX | FRA | GBR | GER | HUN | BEL | ITA | POR | ESP | JPN | AUS | ポイント | ランキング |
| ---- | --- | ---------- | --- | --- | --- | --- | --- | --- | --- | --- | --- | --- | --- | --- | --- | --- | --- | --- | -------- | ---------- |
| 1991 | 11  | ハッキネン | 13  | 9   | 5   | Ret | Ret | 9   | DNQ | 12  | Ret | 14  | Ret | 14  | 14  | Ret | Ret | 19  | 3        | 10位       |
| 1991 | 12  | ベイリー   | DNQ | DNQ | 6   | DNQ |     |     |     |     |     |     |     |     |     |     |     |     | 3        | 10位       |
| 1991 | 12  | ハーバート |     |     |     |     | DNQ | 10  | 10  | 14  |     |     | 7   |     | Ret |     | Ret | 11  | 3        | 10位       |
| 1991 | 12  | バルテルス |     |     |     |     |     |     |     |     | DNQ | DNQ |     | DNQ |     | DNQ |     |     | 3        | 10位       |

- 太字はポールポジション、斜字はファステストラップ、DNQは予選落ち。(key)

## 102C

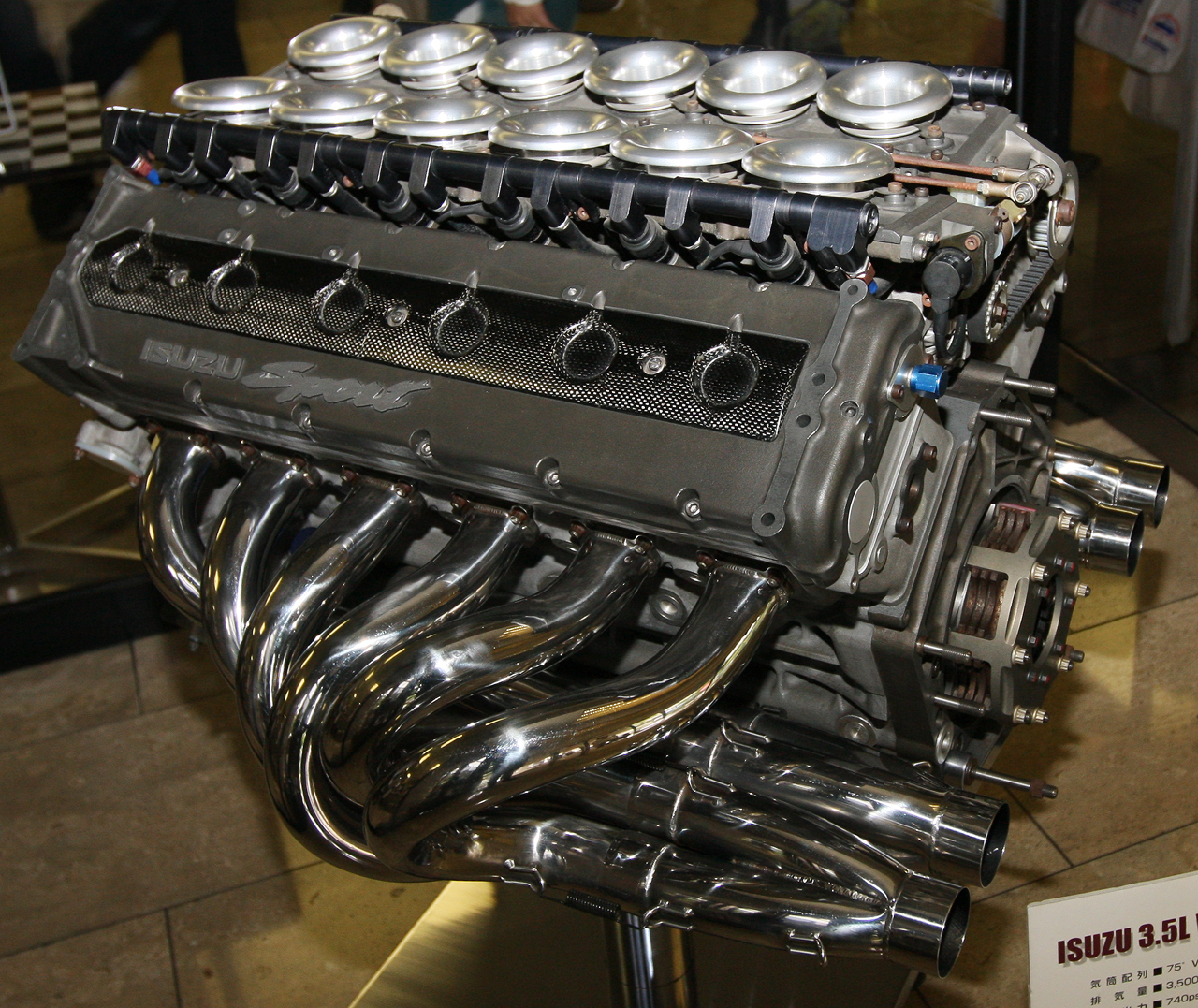
いすゞ・P799WEエンジン

102Bのシャーシをいすゞ・P799WE型V12エンジンが搭載できるように改造したテストカー。1991年8月6日-7日にシルバーストン・サーキットでのテストに使用された。F1グランプリへの出走歴はない。
いすゞとロータスは1980年代からいすゞ・ジェミニやピアッツァなど乗用車開発で市販車部門のロータス・カーズと仕事上の付き合いがあり、1991年5月にタミヤや小松製作所などのスポンサー会合で来日していたピーター・コリンズとピーター・ライトにいすゞからエンジン実走テストが可能か打診。ほどなく合意し、夏の実走を目標に準備を始めた。
ロータス・102はもともとランボルギーニ製V12エンジンを搭載していた為、いすゞ製V12エンジンの搭載も困難ではないと思われたが、エンジンマウントの改造、ベルハウジングの新規製作、エンジンカウルの作り直し、大型ラジエターの搭載など102Cへの改造には3ヶ月を要した。
8月のテストでは2日間で約270kmの距離を走らせ、約15周の連続周回もトラブルなしで消化。同行したいすゞ技術者は「同じ日に走っていたレイトンハウス・イルモアより最高速は確実に出ていた。マクラーレン・ホンダのアイルトン・セナも走っていたんですが、そこと比べても数キロ落ちというレベルにあることは確認できました」というエンジン素性の良さを示した。ラップタイムはハーバートによって1分30秒台が記録された。同日のセナが1分24秒7、レイトンハウスのグージェルミンが1分25秒4で予選タイヤを使用していた可能性があること、ロータス・いすゞにはエンジン始動用のバッテリーなど80kgが余計に積まれていたことなども合わせて、初の実走行エンジンで5秒落ちを記録したことに、いすゞのスタッフはロータス側から大いにほめられたという。しかしいすゞのV12エンジンは「最初から研究が目的であり、自社の技術を確認するため」に開発され、出力や信頼度が確認できれば終了するプロジェクトであった。いすゞ技術者は「当時の自動車メーカーであれば、どこでも同じようなことはやっていたはずですよ。」とも述べている。
ロータスのピーター・コリンズ監督はテスト終了後「今回走らせたエンジンメイカーがどの会社であるかは言えないんだ。しかし、私の今までのキャリアでレーシングエンジンが初走行の一発目ですぐ始動したのは初めての経験で、素晴らしかった。彼らとなら一緒にF1を戦うことも可能だと確信した。」と述べた。一方でいすゞ開発者からすると「当初から我々には、お金を差し出してエンジンを使ってもらうとか、無償でエンジンを作ってあげると言うつもりは全くなかった。ただエンジンを作り、ベンチで回して終了する予定のプロジェクトでした。シルバーストンでのテストもベンチで回す予算の一部を使い、ロータスに依頼してシャシーに載せてもらったという話です。そういう計画で会社から予算を認められていました。」という実情であり、このテスト走行のみで以後姿を現すことは無かった。また、158kgの12気筒という重量がネックであるとも考えられていた。
このいすゞが製作したP799WEエンジンは1997年の時点で7基、部品としては2基分が日本に残っていた。このうち1機は静岡市のタミヤ本社で展示保存されている。102Cの車体もタミヤ本社にあり、これが現存する102Cの唯一の車体である。

## 102D

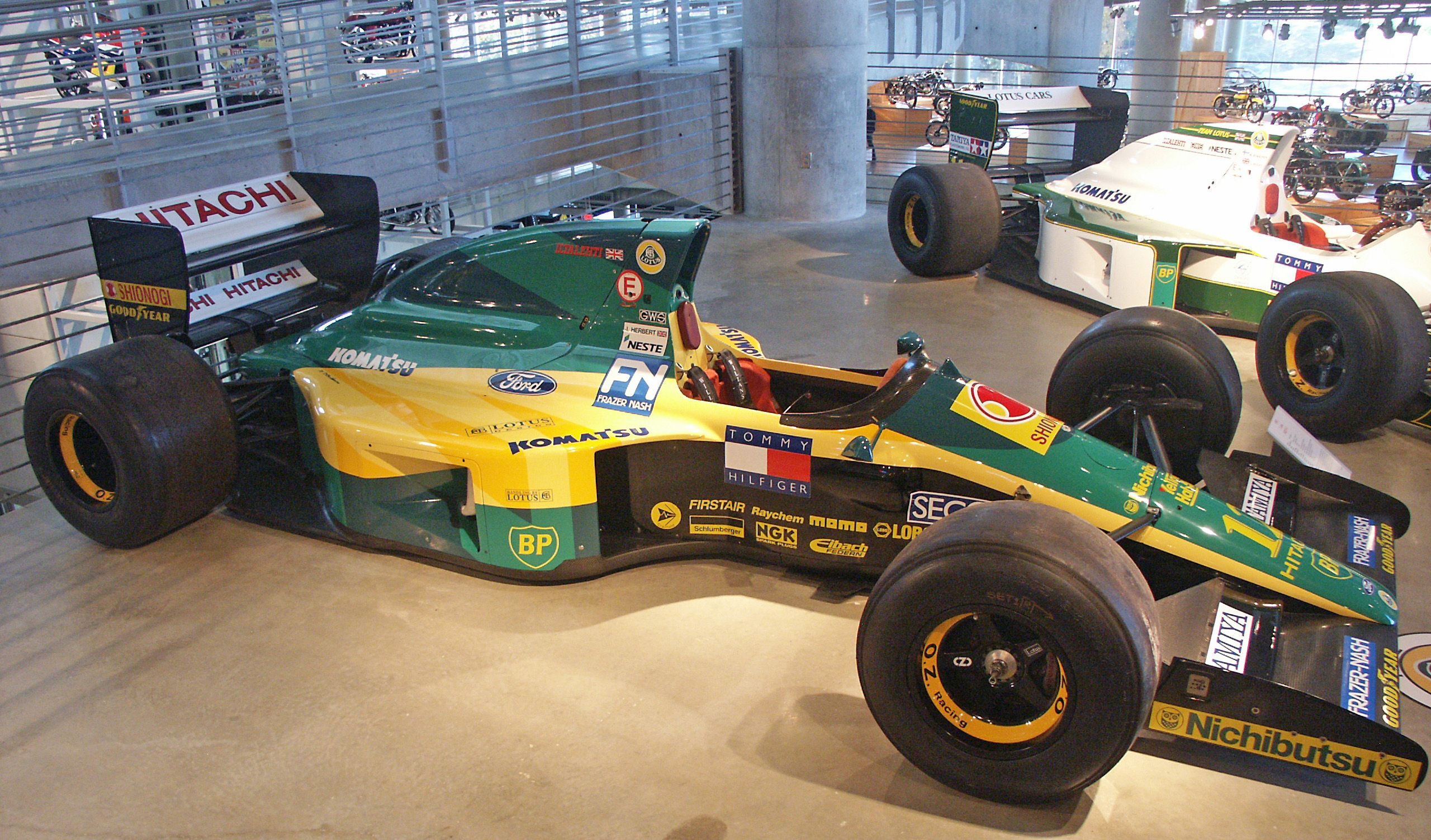
102D

1992年シーズンに向け、エンジンをフォード・コスワース・HBエンジン（カスタマースペックのシリーズⅤ）に変更した(当初はジャッド・GVエンジンを搭載する予定であった。その影響で新車107の開発が遅れている)。カラーリングは1960年代のロータス黄金期を思わせるブリティッシュグリーンとイエローの配色となった。
ドライバーは前年からハッキネンが継続で、前年スポット参戦だったハーバートが復帰した。ハーバートは第4戦まで、ハッキネンは第5戦まで102Dを使用し、以後は107にスイッチされた。

### スペック
- クラッチ AP
- ホイール O・Z
- タイヤ グッドイヤー
- エンジン フォードHBシリーズV
- 気筒数・角度 V型8気筒・75度
- スパークプラグ NGK
- 燃料・潤滑油 BP

### 成績
| 年   | No. | ドライバー | 1   | 2   | 3   | 4   | 5   | 6   | 7   | 8   | 9   | 10  | 11  | 12  | 13  | 14  | 15  | 16  | ポイント | ランキング |
| 年   | No. | ドライバー | RSA | MEX | BRA | ESP | SMR | MON | CAN | FRA | GBR | GER | HUN | BEL | ITA | POR | JPN | AUS | ポイント | ランキング |
| ---- | --- | ---------- | --- | --- | --- | --- | --- | --- | --- | --- | --- | --- | --- | --- | --- | --- | --- | --- | -------- | ---------- |
| 1992 | 11  | ハッキネン | 9   | 6   | 10  | Ret | DNQ |     |     |     |     |     |     |     |     |     |     |     | 13       | 5位        |
| 1992 | 12  | ハーバート | 6   | 7   | Ret | Ret |     |     |     |     |     |     |     |     |     |     |     |     | 13       | 5位        |

- 太字はポールポジション、斜字はファステストラップ、DNQは予選落ち。(key)